# Zambra (palo flamenco)
La zambra (palabra procedente del término árabe hispánico zámra, y este del árabe clásico zamr, 'tocata'), también conocida como zambra mora, es un palo flamenco originario de los gitanos de Granada.
Se cree que es resultado de la evolución de anteriores danzas moriscas. La zambra mora tiene algunas similitudes con la danza del vientre y es especialmente parecida a la danza flamenca de los cantes por taranto de Almería.
La zambra se hizo típica de las ceremonias nupciales gitanas; sin embargo, los gitanos la continúan bailando, incluso para los turistas, en las cuevas de la colina del Sacromonte (Granada) y en las cuevas de Almería. Se prohibió en España en el siglo XVI, durante la inquisición, por motivos políticos, ya que Felipe II quería eliminar toda traza de cualquier cultura que no fuese católica; aunque continuó practicándose de forma clandestina. En los siglos XX y XXI, ha sido adoptada por las bailaoras Carmen Amaya, Puela Lunaris o Lola Flores. Se baila con los pies descalzos, la blusa anudada bajo el busto y la falda larga asegurada a la altura de la cadera con amplios pliegues para hacerla flotar en el aire.